# Langschwanzspitzmaus

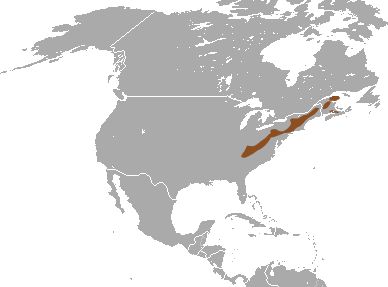
Verbreitungsgebiet der Langschwanzspitzmaus

Die Langschwanzspitzmaus (Sorex dispar) ist ein Vertreter der Gattung Rotzahnspitzmäuse und lebt im Osten Nordamerikas.

## Merkmale
Die Kopf-Rumpf-Länge erwachsener Exemplare beträgt 108 bis 137 mm, der Schwanz ist 46 bis 69 mm lang und das Gewicht variiert zwischen 3 und 4 g. Verglichen mit der im gleichen Gebiet vorkommenden Villa-Spitzmaus (Sorex fumeus) ist der Schwanz im Verhältnis zu anderen Körperteilen länger und die Fellfarbe dunkler. Die Langschwanzspitzmaus hat oberseits ganzjährig ein graues Fell und die Unterseite ist nur leicht heller. Die Behaarung des Schwanzes ist meist gut ausgeprägt und einfarbig. Nur ältere Individuen verlieren die Schwanzhaare. Im Gegensatz zu anderen nordamerikanischen Rotzahnspitzmäusen liegt bei ihr und bei der Gaspé-Spitzmaus (Sorex gaspensis) die hintere Kante des Unteraugenlochs hinter der Lücke zwischen den ersten und zweiten oberen molaren Zahn.

## Verbreitung
Die Langschwanzspitzmaus lebt hauptsächlich in den Appalachen und in angrenzenden Gebieten von Tennessee bis Maine. Zusätzlich gibt es disjunkte Populationen in Kanada in den Provinzen New Brunswick und Nova Scotia. Die Art hält sich in immergrünen und laubabwerfenden Wäldern auf. Sie wird hauptsächlich dort angetroffen, wo lockere Steinhaufen, die Laubschicht und Wurzeln gute Verstecke bieten.

## Lebensweise
Als Nahrung dienen verschiedene wirbellose Tiere, wie Fliegen, Heuschrecken, Käfer, Hundertfüßer und Spinnen. Vermutlich benötigt die Langschwanzspitzmaus wie andere Rotzahnspitzmäuse täglich eine Nahrungsmenge, die ihrem eigenen Gewicht entspricht.
In der Fortpflanzungszeit zwischen April und August können bei Weibchen ein oder zwei Würfe vorkommen. Die Wurfgröße liegt bei zwei bis fünf Nachkommen. Die Tiere werden noch im ersten Lebensjahr geschlechtsreif. Schätzungsweise werden nur wenige Exemplare 18 Monate alt. Andere Gattungsvertreter werden von Wieseln, Habichtartigen, Eulen und Schlangen gejagt, was vermutlich auch auf diese Art zutrifft.

## Gefährdung
Der Gesamtbestand der Langschwanzspitzmaus gilt als „nicht gefährdet“ (least concern) da sich die von ihr genutzten Geröllflächen nicht zur menschlichen Nutzung eignen. In begrenzten Gebieten können sich neu angelegte Skipisten und Überlandstraßen negativ auswirken.